# Правий тероризм
Правий тероризм або ультраправий тероризм — це тероризм, який мотивується різноманітними правими та ультраправими ідеологіями, головним чином ультранаціоналізмом, неонацизмом, антикомунізмом, неофашизмом, екофашизмом, етнонаціоналізмом, релігійним націоналізмом та антиурядовими переконаннями патріотів / суверенних громадян, а іноді це мотивується протидією абортам, податковим опором і гомофобією . Сучасний правий тероризм здебільшого виник у Західній Європі в 1970-х роках, а після революцій 1989 року та розпаду Радянського Союзу в 1991 році він виник у Східній Європі та Росії .
Праві терористи прагнуть повалити уряди та замінити їх націоналістичними та/або фашистськими режимами.  Вони вірять, що їхні дії спровокують події, які зрештою призведуть до встановлення цих авторитарних урядів.  Хоча вони часто черпають натхнення з фашистської Італії, нацистської Німеччини, імперської Японії та франкістської Іспанії за деякими винятками, правим терористичним групам часто бракує жорсткої ідеології .  Праві терористи, як правило, націлюються на людей, яких вони вважають членами іноземних спільнот, але вони також можуть націлюватися на політичних опонентів, таких як ліві групи та окремі особи. Напади, скоєні правими терористами, не є невибірковими нападами, які здійснюються окремими особами та групами, які просто прагнуть убити людей; цілі цих атак ретельно вибираються. Оскільки цілями цих атак часто є цілі групи спільнот, вони не націлені як окремі особи, натомість вони стають ціллю тому, що вони є представниками груп, які вони вважають чужими, нижчими та загрозливими.  

## Причини

### Економічні
Німецький економіст Армін Фальк написав у статті 2011 року, що праві екстремістські злочини (REC), які включають антиіноземну та расистську мотивацію, пов’язані з рівнем безробіття; зі збільшенням рівня безробіття, рівень тероризму також зростає.  У документі 2014 року стверджується, що правий тероризм зростає, мабуть, через те, що його прихильники часто є людьми, які програють від економічної модернізації.  Навпаки, дослідження 2019 року показало, що економічні прогнози не передбачають правого тероризму в Європі, а скоріше рівні позаєвропейської імміграції. праві терористи не хотіли іммігрантів у своїх країнах і намагалися вигнати їх силою. Таким чином, збільшення міграції викликало більше обурення, і, таким чином, їхнє більше обурення було більшим мотивом для їхніх нападів. 

### Правий популізм
У 2016 році Томас Гревен припустив, що правий популізм є причиною правого тероризму. Простіше кажучи, популізм підтримує просування «пересічного громадянина», а не програми привілейованої еліти. Гревен визначає правих популістів як тих, хто підтримує етноцентризм і виступає проти імміграції . Оскільки правий популізм створює атмосферу «ми проти них», тероризм більш імовірний.  Гучна опозиція Дональда Трампа ісламському тероризму приховує правий тероризм у США,   де терористичні атаки правих переважають за кількістю нападів ісламістів і лівих разом узятих. 

## Роль ЗМІ

### Соц. медіа
Платформи соціальних медіа були одним із основних засобів, за допомогою яких правоекстремістські ідеї та мова ненависті поширювалися та пропагувалися, що призвело до широких дебатів про обмеження свободи слова та її вплив на терористичні дії та злочини на ґрунті ненависті.  У 2018 році американські дослідники визначили, що система рекомендацій YouTube просуває низку політичних позицій від основного лібертаріанства та консерватизму до відкритого білого націоналізму.   Багато інших дискусійних онлайн-груп і форумів використовуються для правої радикалізації в Інтернеті.    Роберт Бауерс, виконавець стрілянини в піттсбурзькій синагозі в конгрегації Tree of Life - Or L'Simcha у Піттсбурзі, штат Пенсільванія, був постійним перевіреним користувачем Gab, альтернативи Twitter «свободі слова», і поширював антисемітські, неонацистські та пропаганду заперечення Голокосту, а також спілкувався та/або повторно публікував принаймні п’ятьох альтернативно-правих діячів: Бред «Хантер Уоллес» Гріффін з Occidental Dissent і Ліги Півдня (LS), Деніел «Джек Корбін» Макмехон, який себе назвав " Антифа Хантер» і «фашист», колишній каліфорнійський республіканець Патрік Літтл, Джаред Віанд з Project Purge і Деніел «Дідусь Абажур» Кеннет Джеффріс з The Daily Stormer і Radio Aryan .   

### Масс. медіа
Оуен Джонс написав у The Guardian про те, як британська преса може зіграти роль у допомозі радикалізації ультраправих терористів, цитуючи Ніла Басу, голову антитерористичного відділу Британії. Басу назвав Daily Mail і Daily Mirror конкретними винуватцями..